# PP Большого Пса
PP Большого Пса (лат. PP Canis Majoris) — одиночная переменная звезда в созвездии Большого Пса на расстоянии (вычисленном из значения параллакса) приблизительно 4014 световых лет (около 1231 парсека) от Солнца. Видимая звёздная величина звезды — от +14,7m до +13,6m.

## Характеристики
PP Большого Пса — оранжевая пульсирующая полуправильная переменная звезда (SR) спектрального класса K. Эффективная температура — около 4480 К.